# Vicia ervilia
Vicia ervilia là một loài thực vật có hoa trong họ Đậu. Loài này được (L.) Willd. miêu tả khoa học đầu tiên.